# Galija Ulmentajewa
Galija Ulmentajewa (kaz. Ғалия Ұлментаева, ur. 29 listopada 1986) – kazachska judoczka.
Uczestniczka mistrzostw świata w 2009 i 2011. Startowała w Pucharze Świata w latach 2009-2012. Brązowa medalistka igrzysk azjatyckich w 2010. Zajęła piąte miejsce na mistrzostwach Azji w 2011 i 2012 roku.